# Катоблепас
Катоблепас (від латинського catōblepas, що походить від дав.-гр. κατῶβλεψ — «той, що дивиться вниз»), або долі́зря (д.-рус. долѣзрѧ), — легендарна істота з Ефіопії, вперше описана Плінієм Старшим, а пізніше Клавдієм Еліаном. 
Згідно з одним з відомих описів, катоблепас нагадує африканського буйвола, голова якого завжди опущена донизу через її велику вагу. Його погляд чи подих міг перетворювати людей на камінь або вбивати їх. Вважається, що образ катоблепаса заснований на реальних зустрічах з антилопами гну, тому деякі словники стверджують, що це слово є синонімом слова «гну». В інших описах він має голову свині та тіло африканського буйвола. Іноді його називають африканською версією Горгони.

## Античні та середньовічні описи
Пліній Старший (Природнича історія, 8.77) описував катоблепаса як істоту середнього розміру, мляву, з важкою головою та обличчям, завжди поверненим до землі. Він вважав, що погляд катоблепаса, як і погляд василіска, був смертельним, що робило важкість голови істоти досить доречною.
Помпоній Мела (Хорографія, 3.98) повторює опис, наданий Плінієм Старшим, хоча також зазначає, що істота досить пасивна і не відома фізичними нападами на інших.
Тимофій Газійський (Про тварин, 53) стверджує, що катоблепас випускає вогонь з ніздрів.
Клавдій Еліан (Про природу тварин, 7.6) надав повніший опис: істота була травоїдною твариною середнього розміру, приблизно як домашній бик, з густою гривою, вузькими, налитими кров'ю очима, лускатою спиною та кошлатими бровами. Голова була такою важкою, що звір міг дивитися лише вниз. У його описі погляд тварини не був смертельним, але її дихання було отруйним, оскільки вона їла лише отруйну рослинність.
Костянтин Манасій (2, 39) згадує «вогнедишного катоблепса».

## Катоблепас в літературі
Катоблепаса як реальну тварину описував у своїх записниках Леонардо да Вінчі:
Він зустрічається в Ефіопії поблизу джерела Нігрікапо. Це не дуже велика тварина, млява у всіх своїх частинах, а її голова така велика, що вона з трудом несе її, таким чином, що голова завжди звисає до землі; інакше вона була б великою загрозою для людини, бо кожен, на кого вона спрямує свій погляд, вмирає негайно.
У Спокусі святого Антонія (1874) Густав Флобер описує його так:
... чорний буйвол з головою свині, що висить близько до землі, приєднаною до тіла тонкою шиєю, довгою і вільною, як спорожнена кишка. Він валяється на землі, а його ноги сховані під величезною гривою цупкої щетини, що закриває його обличчя.
Катоблепас був включений до Книги вигаданих істот (1957) Хорхе Луїса Борхеса. Він описаний як чорний буйвол з головою свині, яка завжди дивиться вниз.

Катоблепас з'являється в романі Заклинання для хамелеона (1977) Пірса Ентоні. У книзі катоблепас б'ється з аргусом і гарпією, які всі хочуть пожерти головного героя, Бінка. Він описаний так:
[Бінк] сів. Одна нога залишалася прикріпленою — але тепер у нього була опора, щоб вирватися з хватки демонічного бур'яну. Цього разу це навіть не боліло. Він подивився на монстрів, що билися, — і побачив зміїне волосся катоблепаса, обвите навколо голови аргуса, хапаючи його за роги, вуха, луску та очні яблука — все, що було доступне. Тіло катоблепаса було вкрите рептильною лускою, від його голови горгони до роздвоєних копит, невразливе для атаки аргуса. За загальною формою він був схожий на будь-якого чотириногого, не такий вже й примітний; але це смертоносне звиваюче чіпке волосся на голові — який жах!
Катоблепас згадується в романі Розбитий світ (1984) Майкла Рівза:
Троас нетерпляче відкашлявся, і Беорн подивився на нього. На його мантії був вишитий стилізований  катоблепас у вздибленій позі. Беорн подумав, що це виглядає трохи смішно.
У книзі Дім Аїда (2013) з серії Герої Олімпу Ріка Ріордана катоблепас з'являється під назвою Катоблепс (давньогрецькою κατῶβλεψ) у формі істот, що нагадують коров'ячих монстрів. Вони мають отруйний погляд і отруйний подих.

## У масовій культурі
- Катоблепас присутній у настільній грі Dungeons & Dragons. Вперше він з'явився під назвою «Катоблепас» у 1976 році у журналі The Strategic Review, випуск №7[4], опублікованому TSR, і продовжував з'являтися в різних виданнях правил гри з еволюціонуючими атрибутами. TSR також включила до своєї гри істоту під назвою горгона, засновану на катоблепасі з легенди, але яка нагадує залізнолускату худобу.
- Катоблепас присутній в Megami Tensei, серії японських консольних рольових ігор.
- Різні варіанти катоблепаса присутні в декількох іграх серії Final Fantasy.
- Катоблепас присутній як юніт у грі Heroes of Might and Magic III під назвою горгона.
- М'ясо катоблепаса згадується як улюблена їжа принцеси у відеогрі The Witcher.

## Цікаві факти
Англійський біолог Джошуа Брукс у 1928 році пропонував назву Catoblepas operculatus для чорного гну, ймовірно, відсилаючись як на його роги, так і на опущену голову.